# Kathrin Sonnenholzner

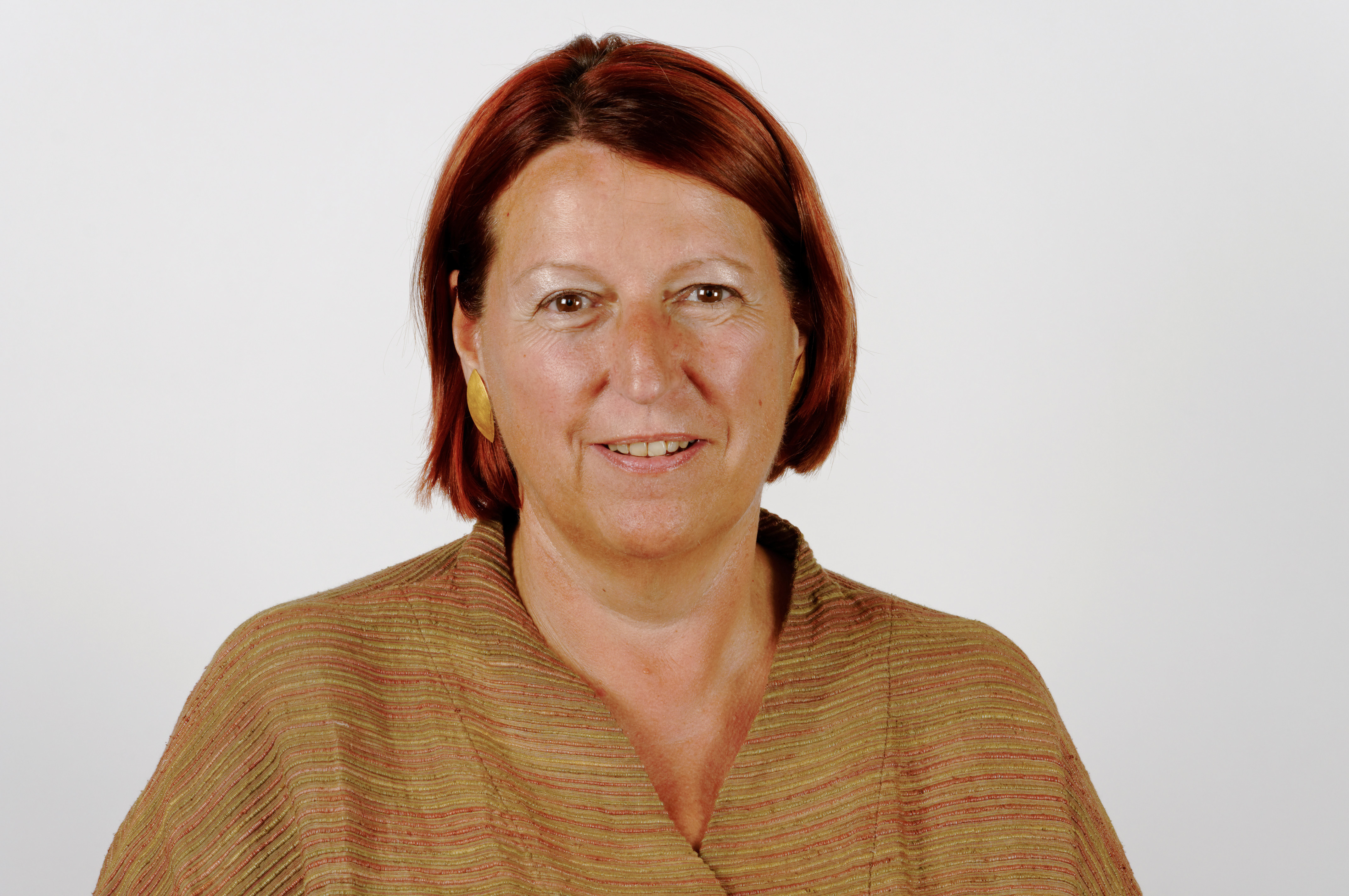
Kathrin Sonnenholzner (2012)

Kathrin Sonnenholzner (* 1956 in München) ist eine deutsche Politikerin (SPD). Sie war von 2003 bis 2018 Abgeordnete im Bayerischen Landtag. Von 2021 bis 2024 war sie Vorsitzende des Landesgesundheitsrates Bayern.

## Leben
Kathrin Sonnenholzner absolvierte nach Schulzeit in München ein Studium der Medizin in Grenoble, Brüssel, Aachen und München. Sie ist verheiratet und hat drei Kinder. Neben ihrem langjährigen parteipolitischen Engagement ist sie seit Juni 2021 als Co-Präsidentin beim Bundesverband der Arbeiterwohlfahrt, dem Verein Frauen helfen Frauen in Fürstenfeldbruck und der Vereinigung Gegen Vergessen – Für Demokratie aktiv.

## Politik
Kathrin Sonnenholzner trat im Jahr 1974 in die SPD ein und saß von 1996 bis 2009 im Gemeinderat von Jesenwang. Ab 2002 übernahm sie das Amt einer Kreisrätin im Landkreis Fürstenfeldbruck und war dort 2005 bis 2019 Fraktionsvorsitzende. Sie war innerhalb der SPD von 1997 bis 2003 Vorsitzende des Unterbezirks Fürstenfeldbruck.
2003 wurde sie in den Bayerischen Landtag gewählt. Sie war in der 15. Wahlperiode Mitglied im Ausschuss für Sozial-, Gesundheits- und Familienpolitik sowie im Ausschuss für Land- und Forstpolitik. Seit 2008 war sie Mitglied im Ausschuss für Umwelt und Gesundheit. Seit 2003 war sie die Gesundheitspolitische Sprecherin der SPD-Landtagsfraktion.
Über die Bezirksliste Oberbayern wurde sie bei der Landtagswahl 2008 wieder in den Bayerischen Landtag gewählt. In ihrem Direktstimmkreis 117 Fürstenfeldbruck-Ost belegte sie mit 13.616 Erststimmen (19,1 %) den zweiten Platz. Nach der Landtagswahl 2018 schied sie aus dem Landtag aus.
Nachdem sie jahrelang stellvertretende Vorsitzende des Landesgesundheitsrats Bayern war, wurde sie im September 2021 zu dessen Vorsitzenden gewählt. Anlässlich der Neukonstituierung des Landesgesundheitsrates gab sie dieses Amt auf.
Seit Juni 2021 ist sie Vorsitzende des Präsidiums des AWO Bundesverbandes e. V.

## Auszeichnungen
- 2019 Bayerische Verfassungsmedaille in Silber